# Джеймс Крафт
Джеймс Луис Крафт (на английски: James Lewis Kraft) (1874 – 1953) е канадско-американски индустриалец и изобретател. Основател и дългогодишен президент на компанията за хранителни продукти Крафт Фуудс.
Роден е близо до Стивънсвил, провинция Онтарио, Канада в семейство на менонити. Премества се да живее и работи в Чикаго, САЩ през 1903 година.
Малко по-късно основава компанията „J.L. Kraft & Bros“, на която е президент от 1909 до 1953 година. Под негово ръководство „Крафт Фуудс“ се нарежда сред най-големите компании за хранителни продукти в света.
Изобретява нов метод за производство на топено сирене и го патентова през 1916 година.
Жени се за Полин, има дъщеря Едит.